# MagSafe

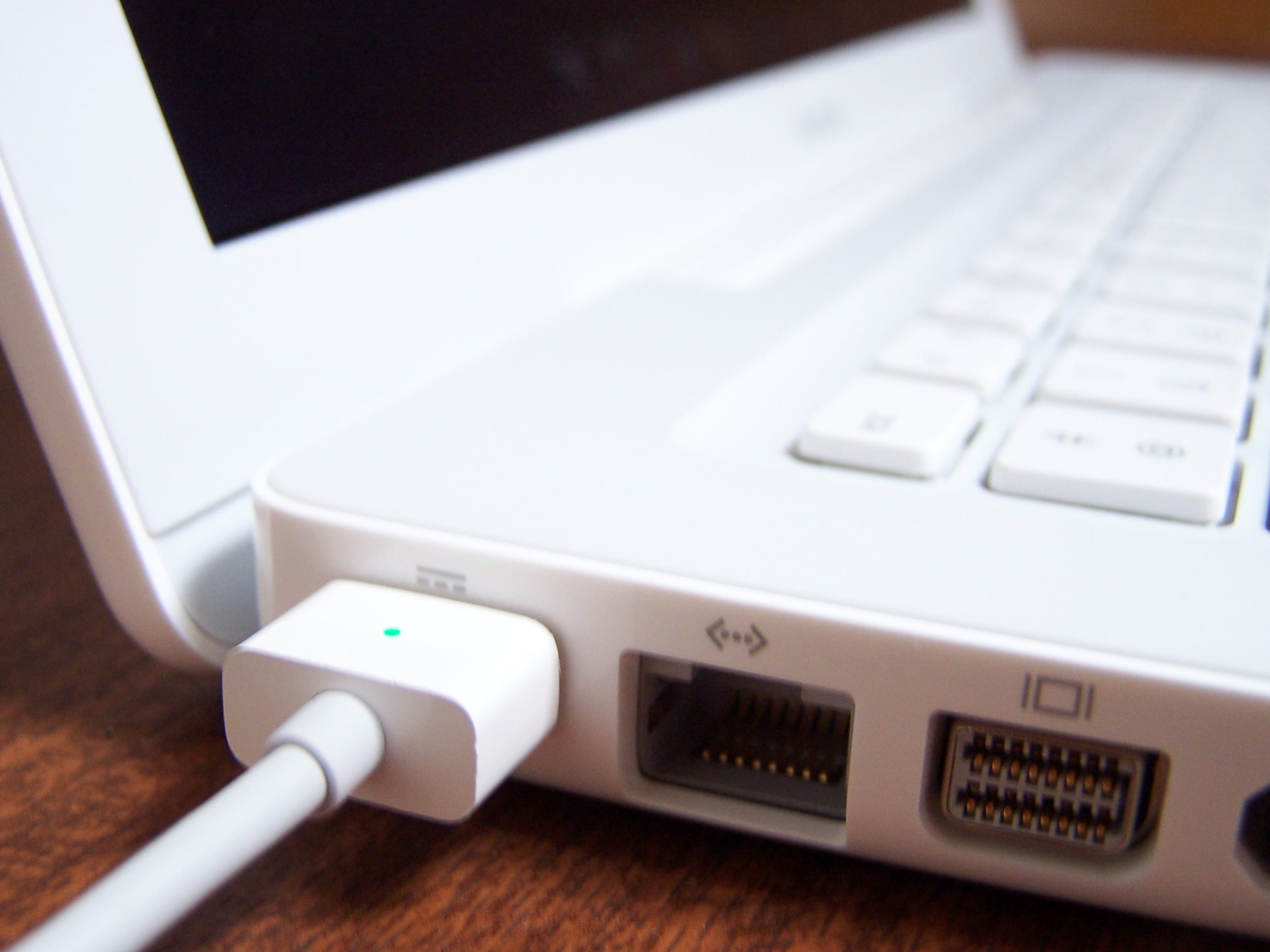
Wtyczka MagSafe

MagSafe – wtyczka kończąca przewód zasilacza komputerów przenośnych MacBook, MacBook Air oraz MacBook Pro firmy Apple.
Do gniazda zasilającego w komputerze przytwierdzona jest ona nie w sposób mechaniczny, lecz za pomocą magnesu. Zaprojektowana jest tak, żeby nie odpadała łatwo, gdy zostanie pociągnięta w linii prostej, a tylko w przypadku szarpnięcia/wyłamania. Dzięki temu zaczepienie lub zaplątanie się w przewód nie spowoduje ściągnięcia laptopa z miejsca jego pracy (np. upadku z biurka).
Wadliwa konstrukcja wtyczki może powodować uszkodzenia izolacji, w wyniku których następuje odsłonięcie przewodów. Powoduje to niemożność zasilania komputera, a także stwarza ryzyko poparzenia, porażenia prądem lub pożaru. Pojawiły się opinie, iż Apple mając świadomość występowania tej usterki, celowo nie informuje o tym klientów oraz odmawia wymiany uszkodzonego elementu w ramach gwarancji. Doprowadziło to nawet do pozwu sądowego w USA przeciw producentowi.